# Mikalojus Konstantinas Čiurlionis
Mikalojus Konstantinas Čiurlionis (Varėna, 22 settembre 1875 – Marki, 10 aprile 1911) è stato un compositore e pittore lituano, esponente del simbolismo ed il primo artista a creare opere astratte.

## Biografia

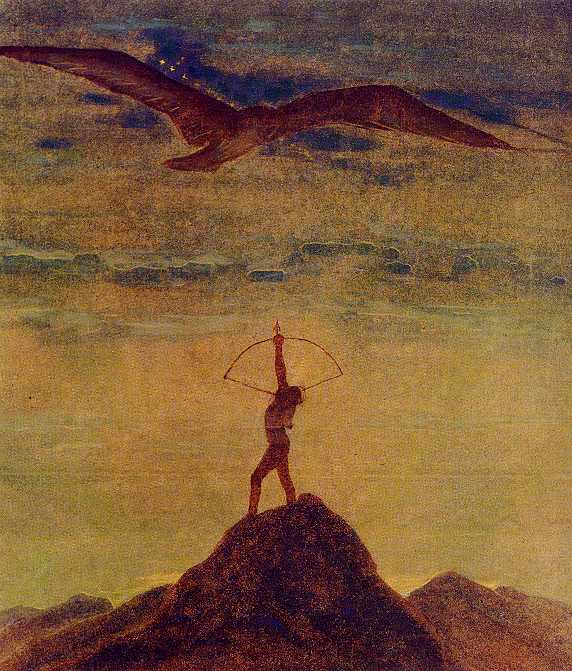
The Zodiac cycle. Sagittarius (1907)

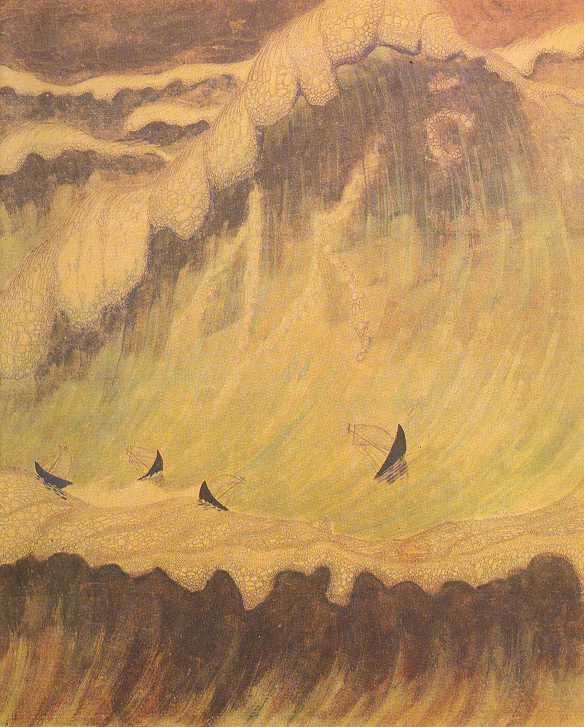
Sonata of the Sea. Finale (1908)

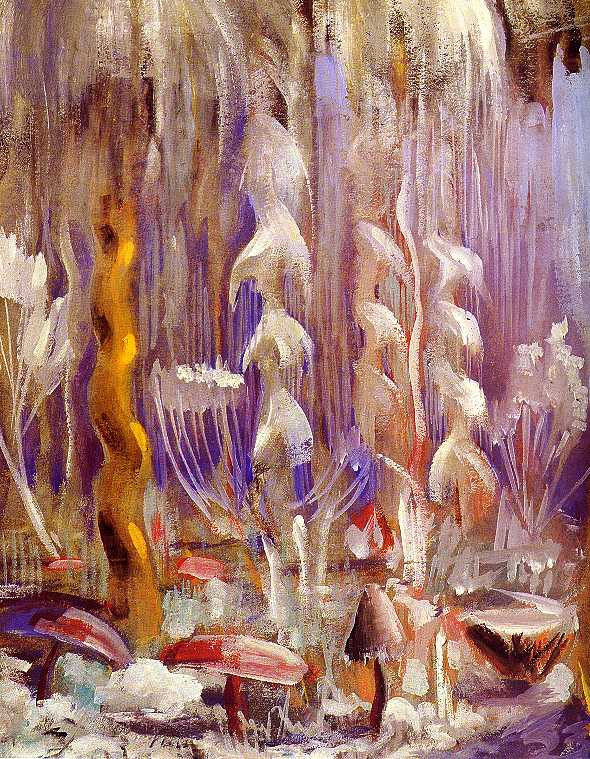
Creation of the World X (1906-1907)

Mikalojus Konstantinas Čiurlionis nasce a Varėna (Lituania meridionale, allora facente parte dell'Impero russo) il 22 settembre 1875 (10 settembre del calendario ortodosso), dove suo padre era organista. Tre anni più tardi la famiglia si trasferisce a Druskininkai, frequentata stazione climatica (caratterizzata da sorgenti salate e fanghi minerali: "druska" in lituano significa "sale") dove il piccolo Mykolas (come veniva chiamato in famiglia) rivelò le sue doti musicali: fu presto segnalato al duca Michał Mikołaj Ogiński (1849-1902) il quale decise di fornirgli i mezzi finanziari per proseguire gli studi presso la propria scuola di musica (dotata anche di orchestra) nella cittadina di Plungė. Qui risiede dal 1889 al 1893 e studia pianoforte, flauto e altri strumenti. Con una borsa di studio del duca può continuare (1894-1899) gli studi di pianoforte e composizione presso il Conservatorio di musica di Varsavia. In questo periodo incomincia anche ad interessarsi a scienze naturali, storia e letteratura. Per il diploma di composizione (1899) musica il De Profundis, cantata per coro e orchestra sinfonica. Inizia quindi a impartire lezioni private di musica e grazie ancora al sostegno economico del duca poté recarsi a perfezionare i suoi studi di composizione a Lipsia dal 1901 al 1902, quando la morte del suo benefattore segnerà l'interruzione dei finanziamenti. Torna allora a Varsavia dove dà seguito alla sua passione per il disegno e la pittura: segue dapprima (1903) le lezioni di Jan Kauzik (1860-1930) e poi (1904) si iscrive all'Accademia delle Belle Arti. In questo periodo sviluppa una nuova visione per la Bibbia e per tutte le religioni in generale: fondamentale per la sua nuova concezione del mondo e dell'universo fu l'opera dell'astronomo francese Camille Flammarion le cui visioni immaginifiche vengono esplicitamente citate in alcune lettere e in vari dipinti. Come Flammarion, Čiurlionis fu un seguace della Teosofia. I moti rivoluzionari nazionalistici del 1905 lo portano ad interessarsi sempre più alla sua madre patria: in una lettera inviata al fratello Povilas nel gennaio del 1906 dichiara che intendeva "dedicare tutto il lavoro passato e futuro alla Lituania". Inizia come prima cosa ad imparare il lituano: bisogna infatti tenere in conto che la lingua madre veniva parlata solo a livello del popolo, mentre la lingua ufficiale era il polacco. Čiurlionis si esprimeva quindi in polacco e i suoi scritti sono in massima parte in tale lingua. La sua insegnante di lituano, Sofija Kymantaitė (1886-1958), diverrà il 14 gennaio (1º gennaio del calendario ortodosso) 1909 sua moglie e il 12 giugno (30 maggio del calendario ortodosso) 1910 nascerà la loro unica figlia, Danutė (1910-1995). Nella sua attività di riscoperta delle radici nazionali Čiurlionis si impegna in prima persona nell'organizzazione delle prime due mostre di arte e cultura lituana, armonizza numerosi canti popolari lituani e inserisce elementi dell'arte popolare in dipinti e disegni a china. L'esiguità del ritorno economico lo spingono a cercare (1908-1909) condizioni migliori a San Pietroburgo, ma invano: alla simpatia che ricevette nella città russa non corrispose alcuna certezza finanziaria. La situazione di precarietà lo portò durante il 1909 ad una crescente instabilità mentale tanto da essere ricoverato in una casa di cura a Pustelnik presso Varsavia agli inizi del 1910: qui morì il 10 aprile 1911 (il 28 marzo del calendario ortodosso) per una infreddatura trasformatasi in polmonite, senza aver potuto conoscere sua figlia. È sepolto nel cimitero di Rasos a Vilnius (Lituania).
(Dal diario di M. K. Čiurlionis, 1900 circa)

## Composizioni musicali
Elenco parziale di composizioni di Čiurlionis:
- Numerosi preludi per pianoforte (singoli o in cicli)
- Fughe per pianoforte
- Quartetto per archi in do minore
- Fughe per organo e per quartetto d'archi
- Canti Popolari per coro
- Miške (Nel bosco), poema sinfonico per orchestra (1900-1901)
- Jūra (Il mare), poema sinfonico per orchestra (1903-1907)

## Dipinti
Elenco parziale di dipinti di Čiurlionis:
- Serenità, (1903-2904)
- Rex, (1904-1905, ciclo di tre dipinti)
- Sinfonia del Funerale, (1904-1905, ciclo di 7 dipinti)
- Il Diluvio, (1904-1905, ciclo di 9 dipinti)
- La Creazione del mondo, (1905-1906, ciclo di 13 dipinti)
- Inverno, (1906-1907, ciclo di 8 dipinti)
- Primavera, (1907-1908, ciclo di 5 dipinti)
- Estate, (1907-1908, ciclo di 7 dipinti)
- Lo Zodiaco (1907, ciclo di 12 dipinti)
- Sonata del Sole (1907, ciclo di 4 dipinti)
- Sonata della Primavera, (1907, ciclo di 4 dipinti)
- Sonata dell'Estate, (1908, ciclo di 4 dipinti)
- Sonata del Serpente, (1908, ciclo di 4 dipinti)
- Sonata del Mare, (1908, ciclo di 4 dipinti)
- Sonata delle Stelle, (1908, ciclo di 2 dipinti)
- Sonata delle Piramidi, (1908-09, ciclo di 2 dipinti sopravvissuti)
- Fantasia: Preludio, Fuga e Finale (1908, ciclo di 3 dipinti)
- Preludio e Fuga degli Abeti (1908, ciclo di due dipinti)
- L'altare (1909)
- L'offerta (1909)
- Rex (1909)

### Creazione del mondo(1905-1906)

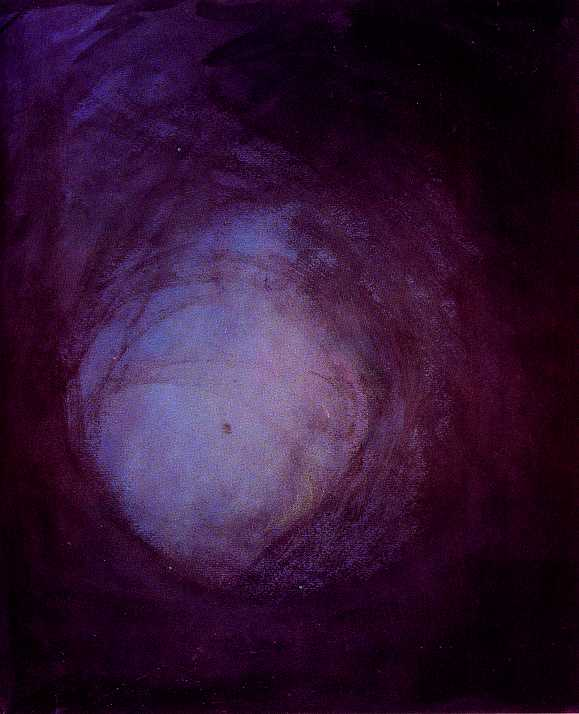
I
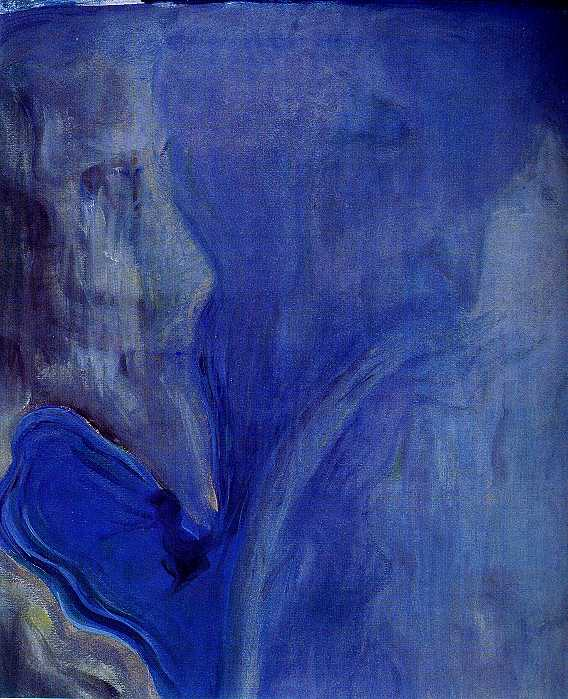
II
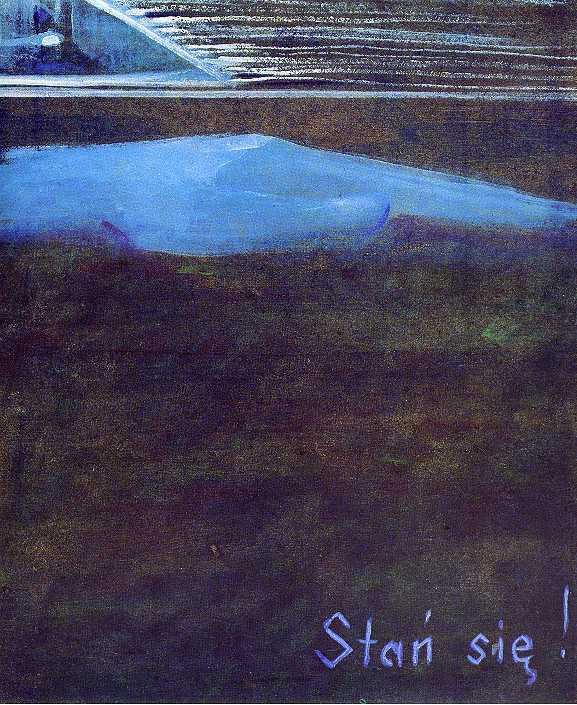
III
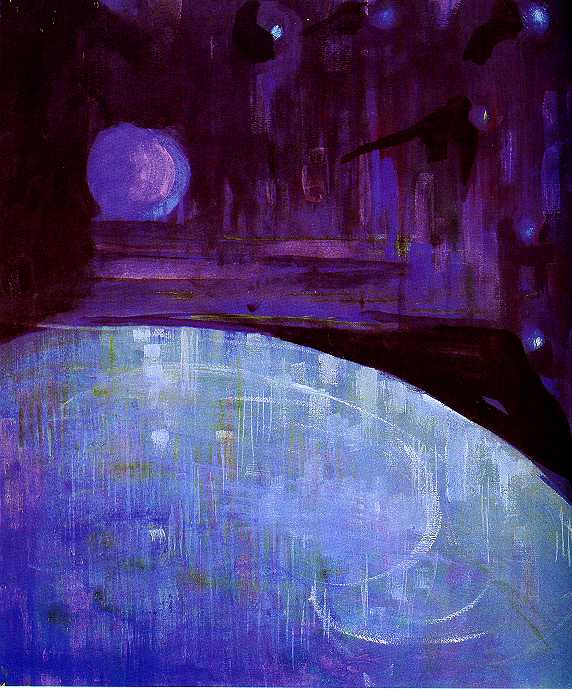
IV
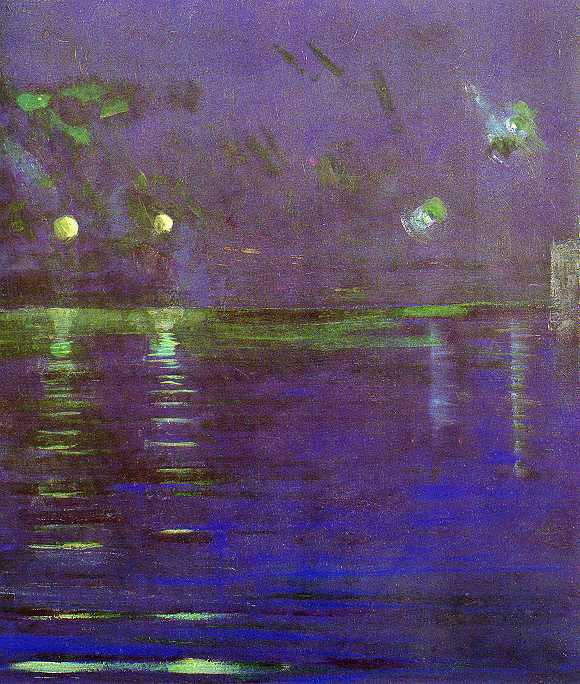
V
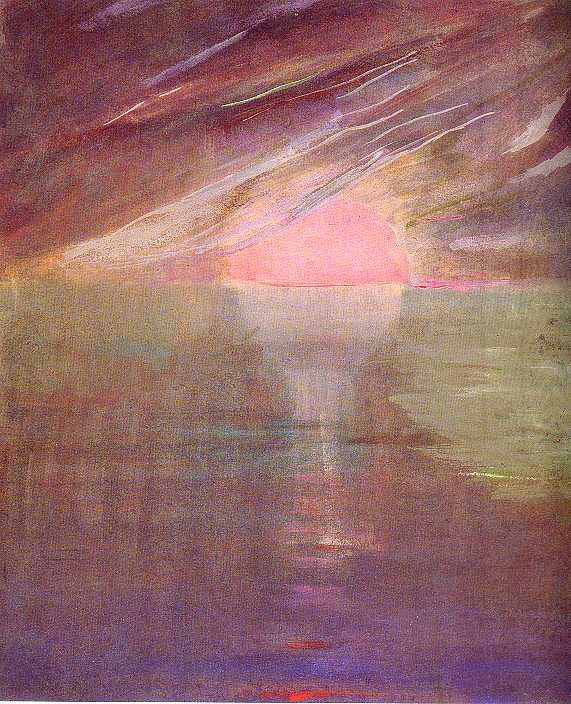
VI
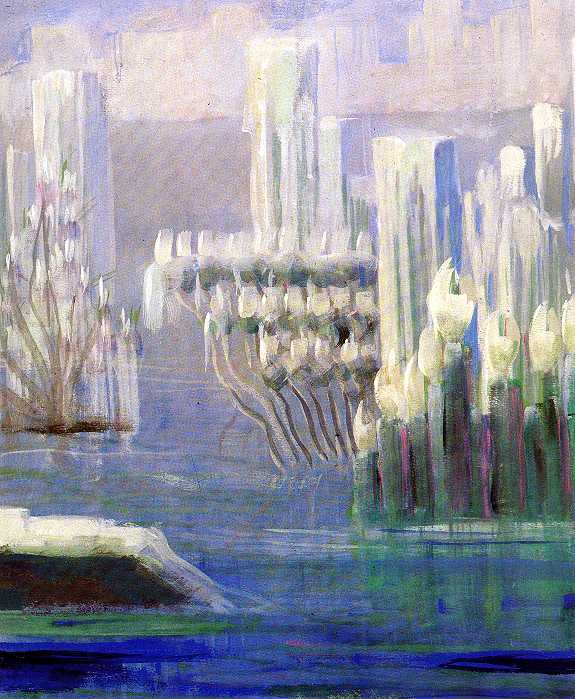
VII
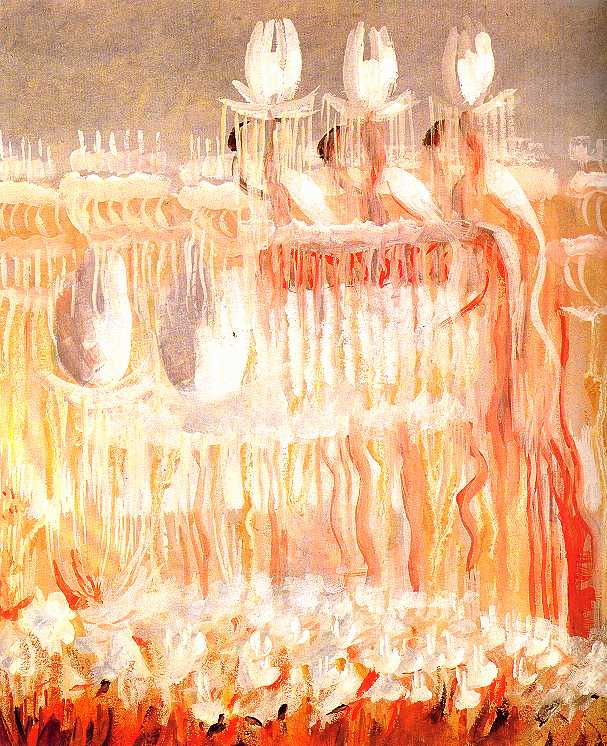
VIII
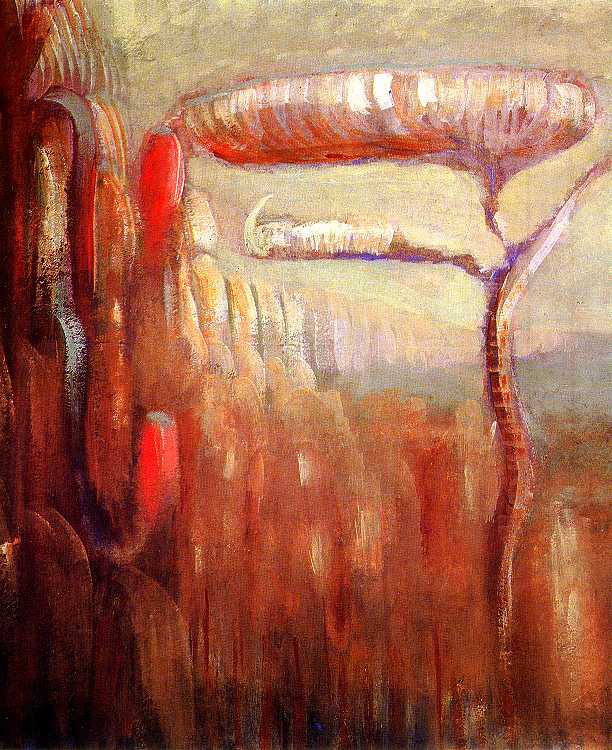
IX
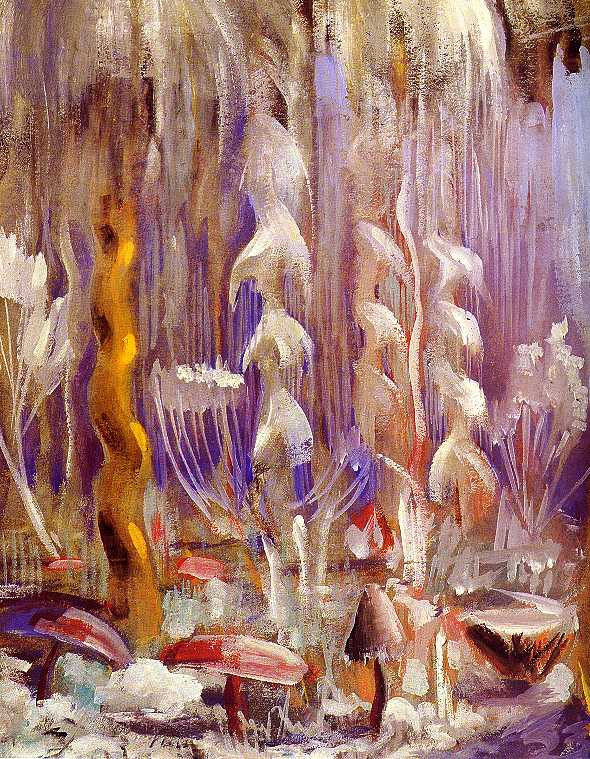
X
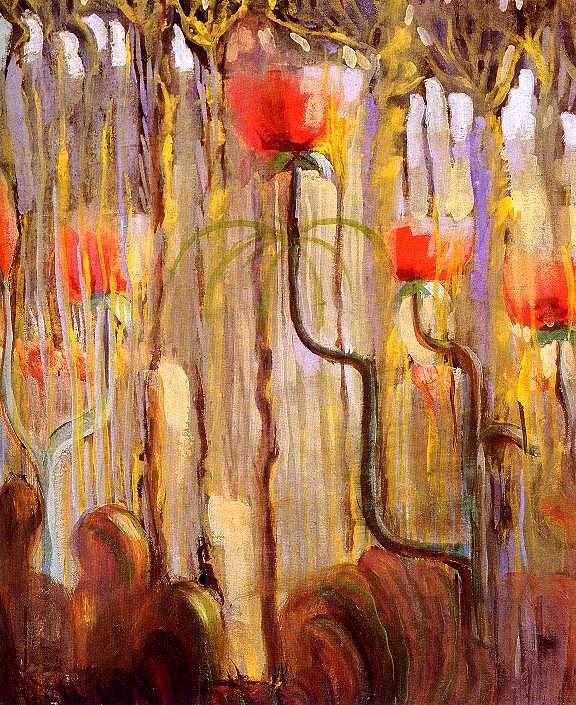
XI
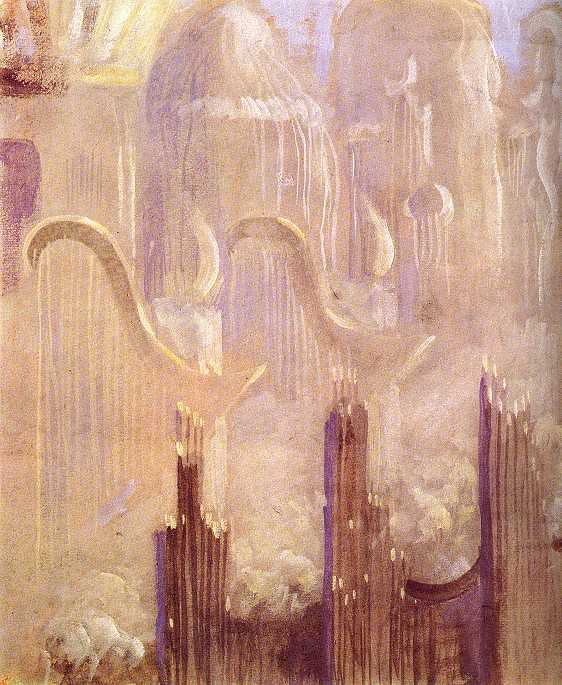
XII
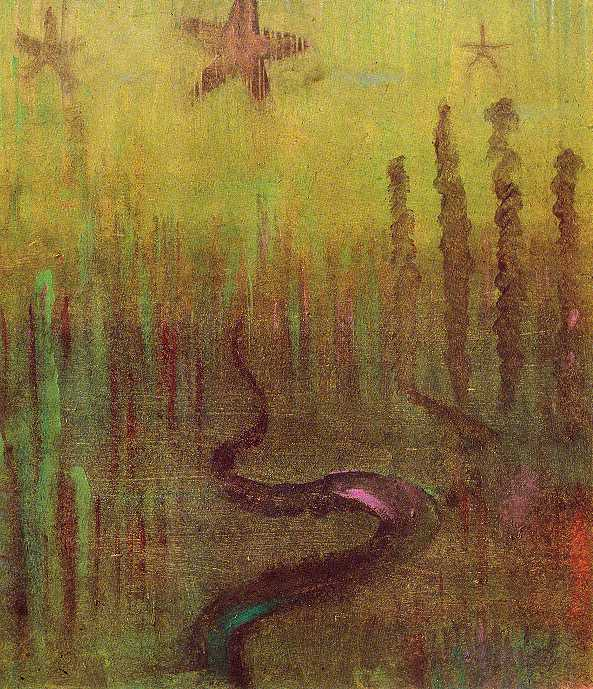
XIII

### Sonata della Primavera(1907)

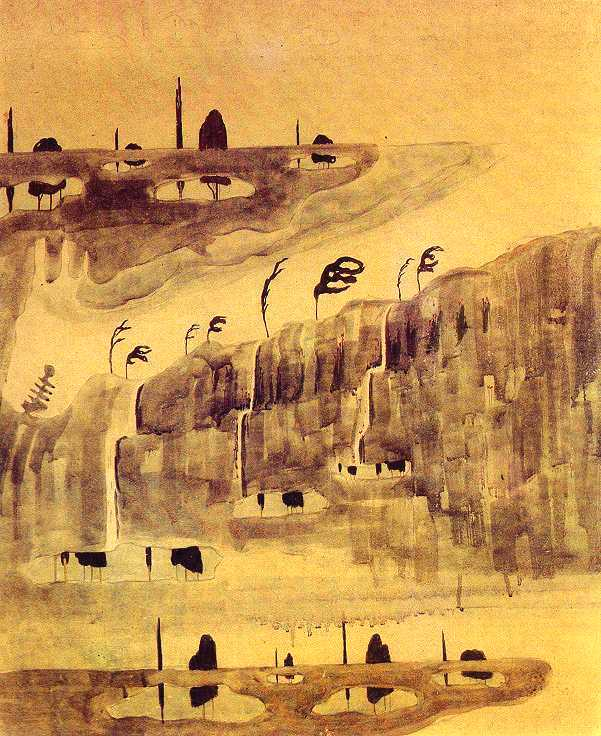
Allegro
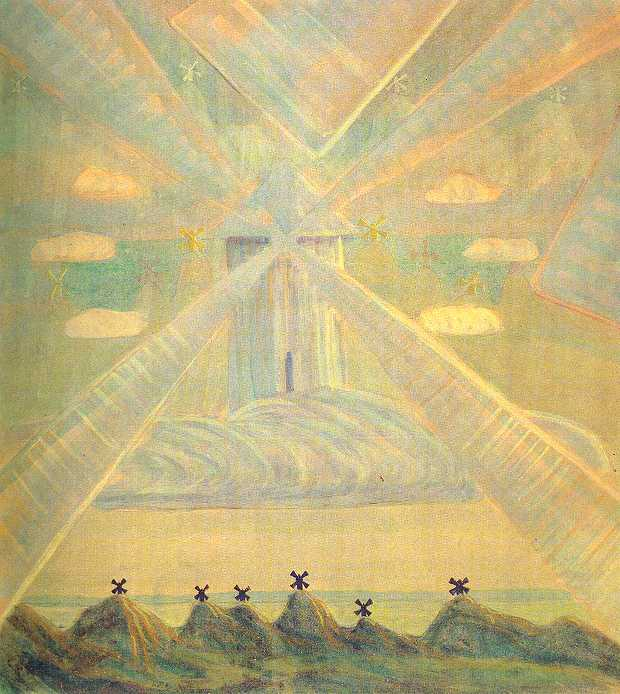
Andante
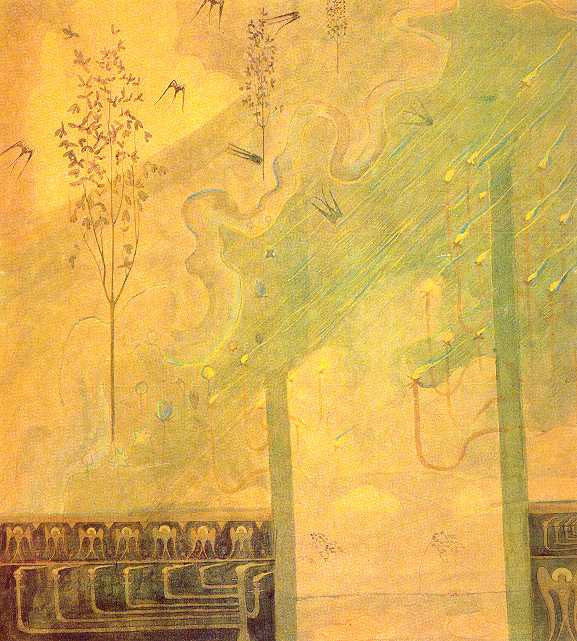
Scherzo
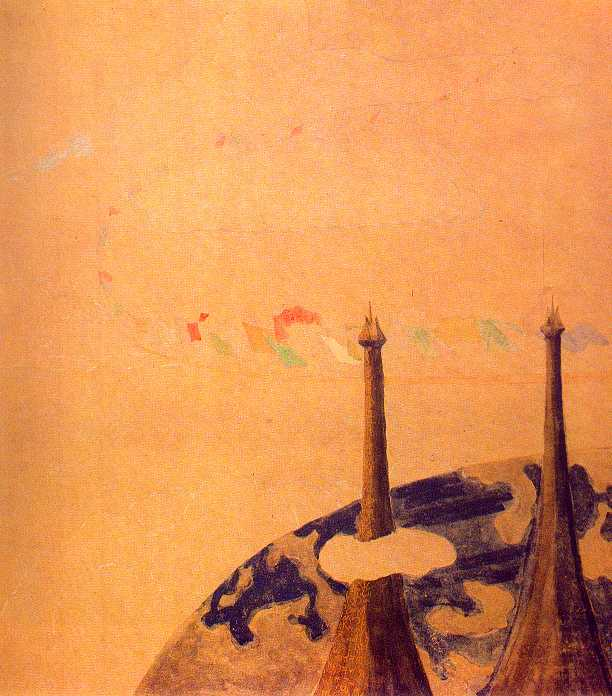
Finale

### Sonata dell'Estate(1908)

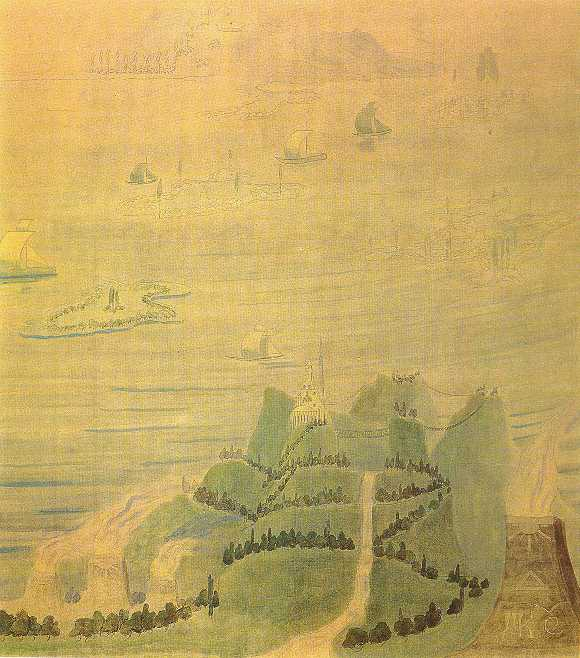
Allegro
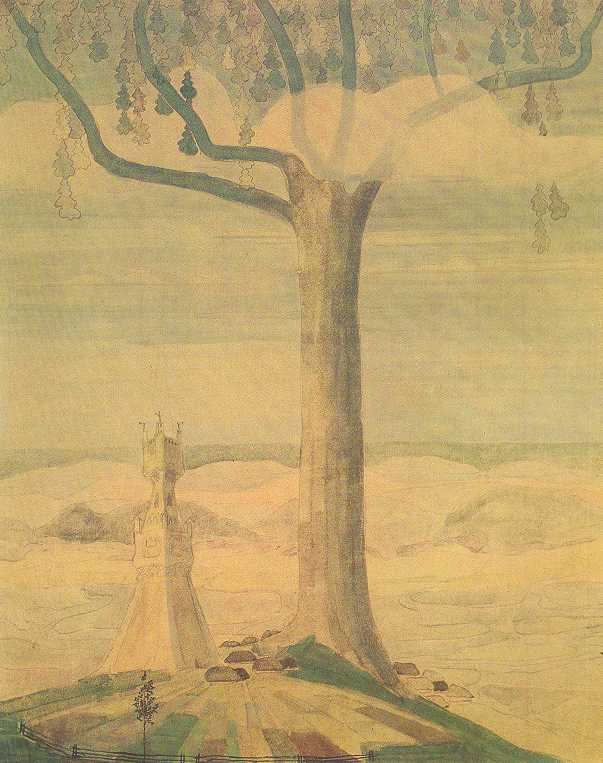
Andante
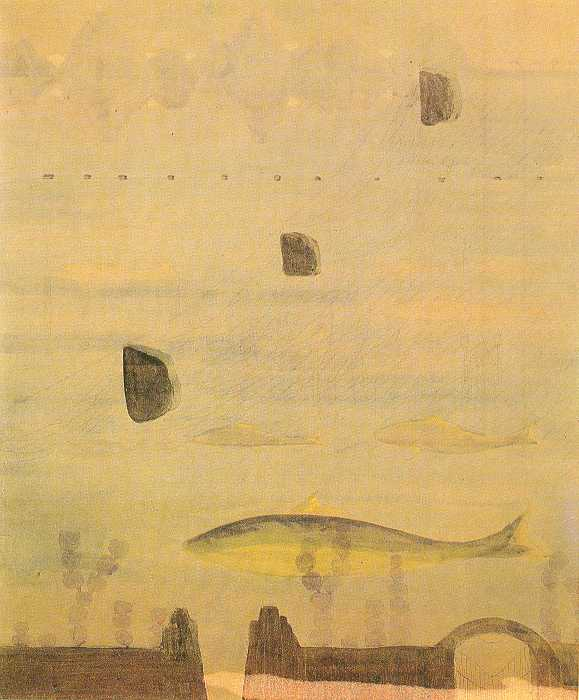
Scherzo
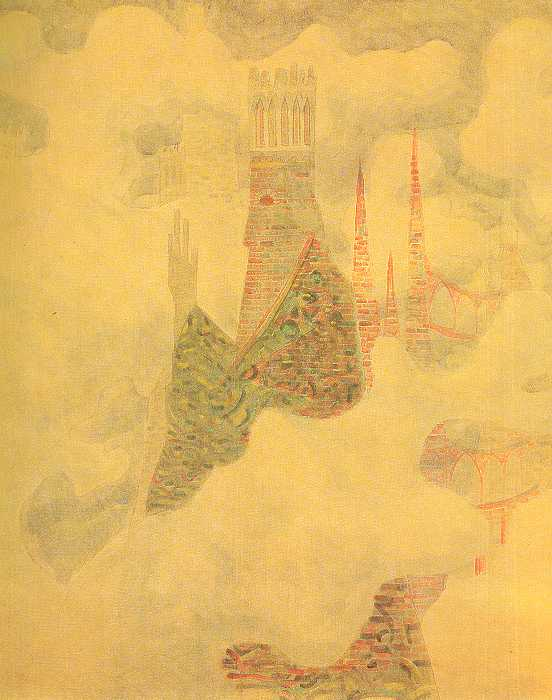
Finale

### Sonata del Sole(1907)

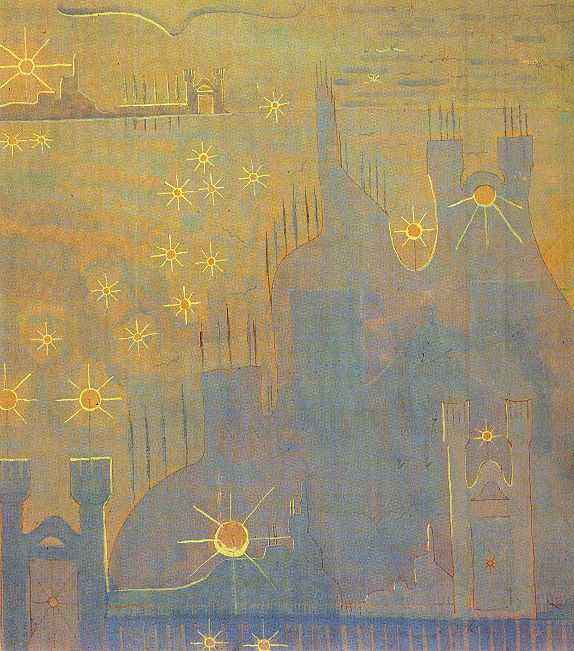
Allegro
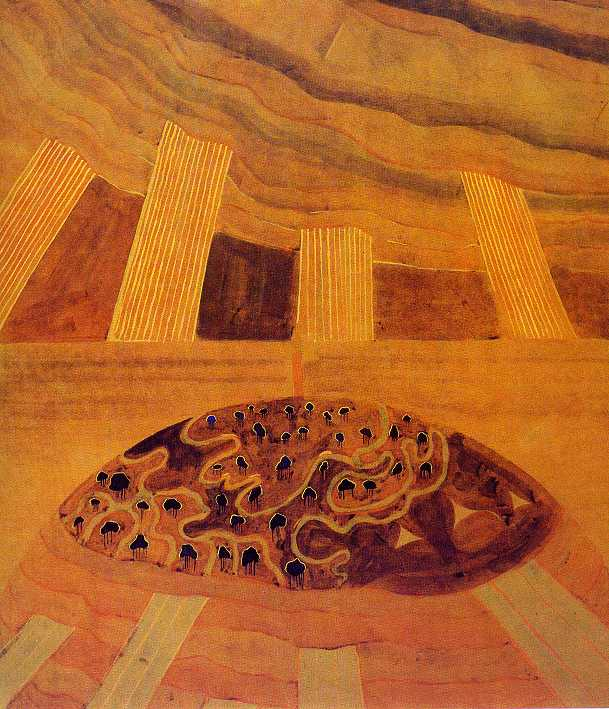
Andante
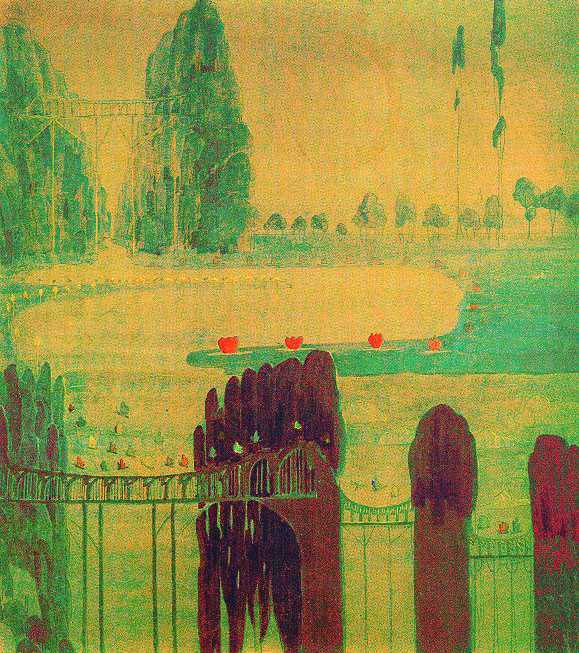
Scherzo
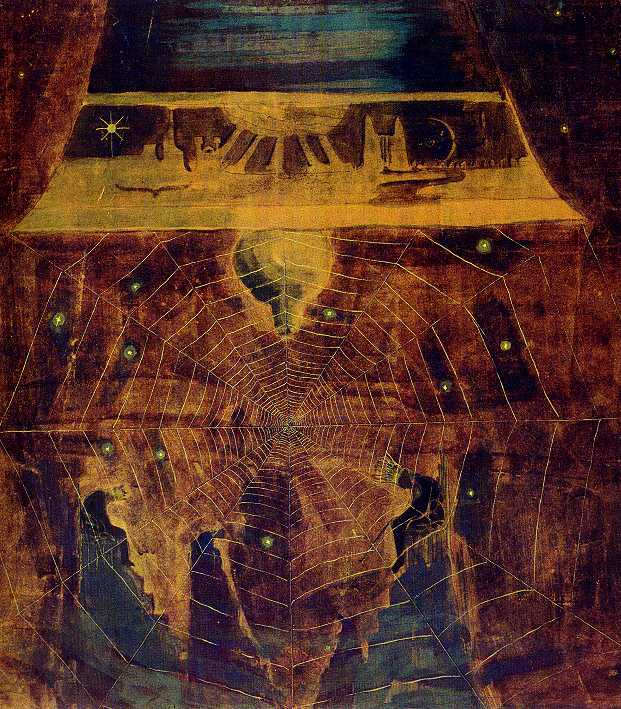
Finale

### Sonata del Mare(1908)

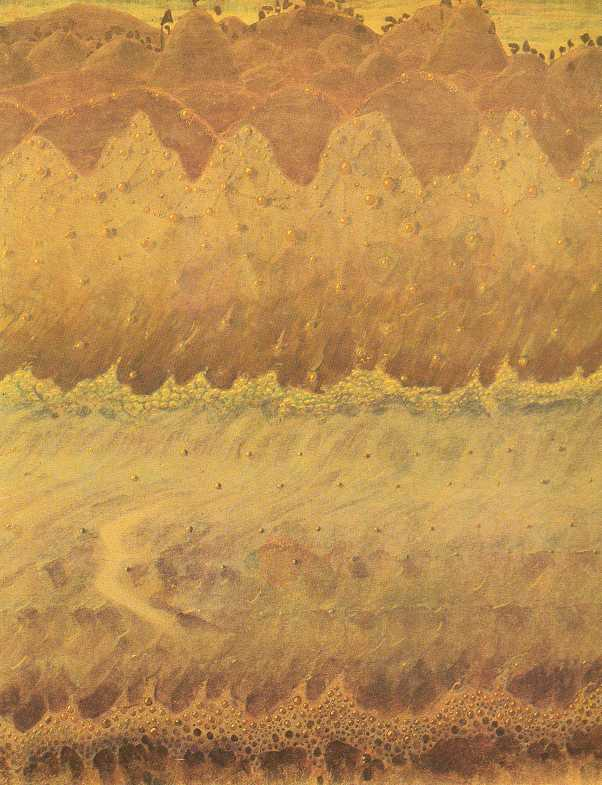
Allegro
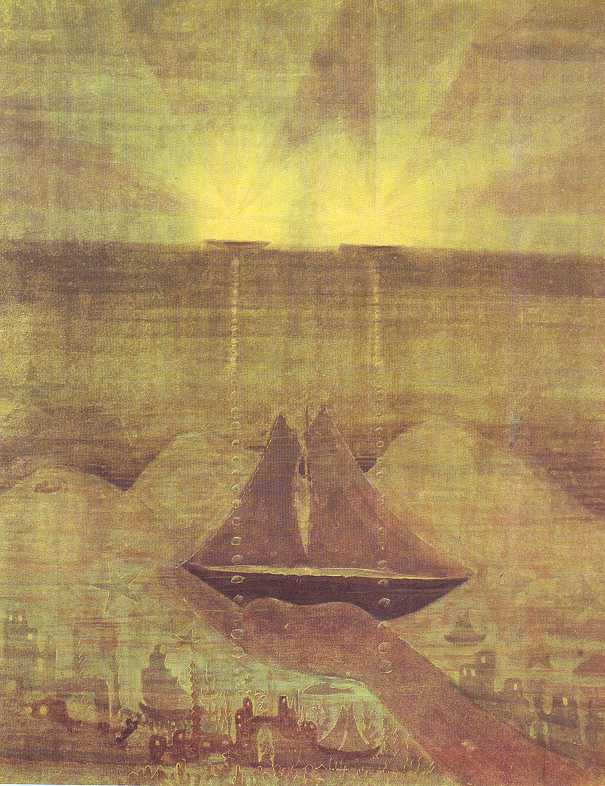
Andante
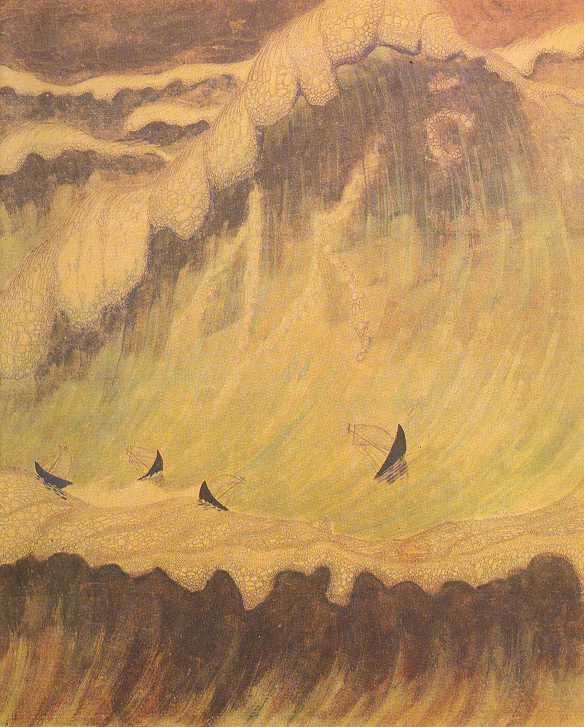
Finale

### Sonata delle Piramidi(1908)

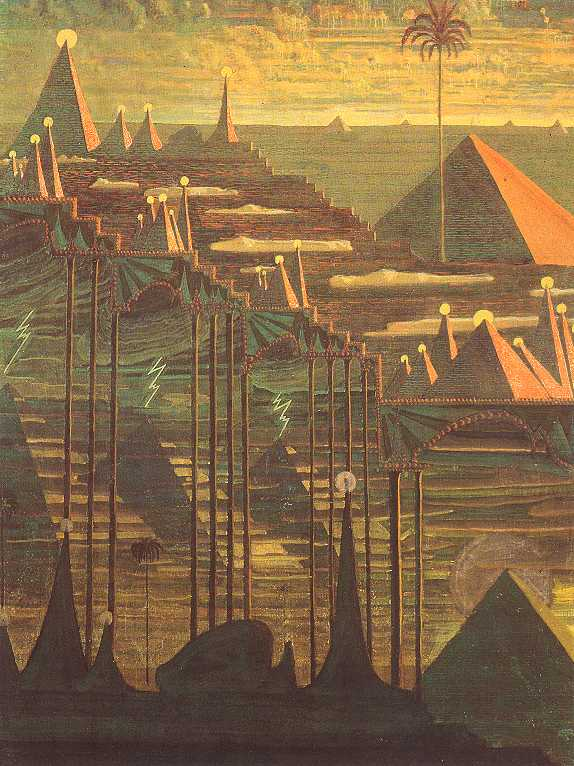
Allegro
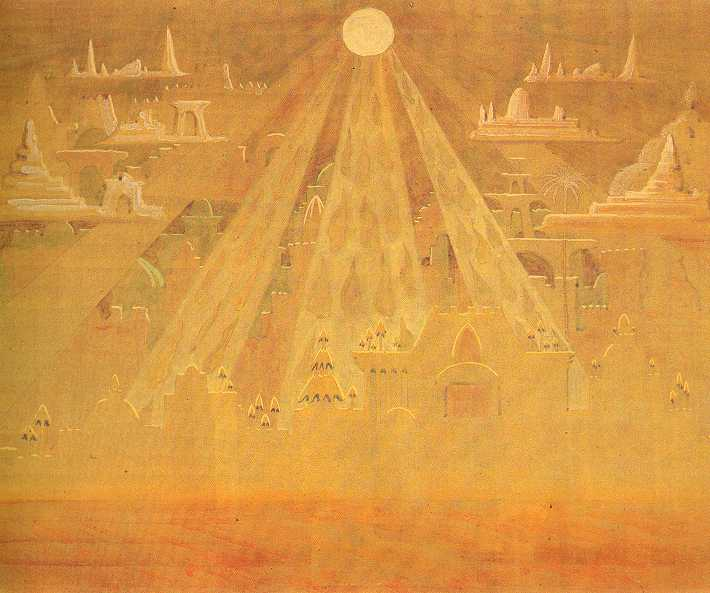
Scherzo

### Sonata delle Stelle(1908)

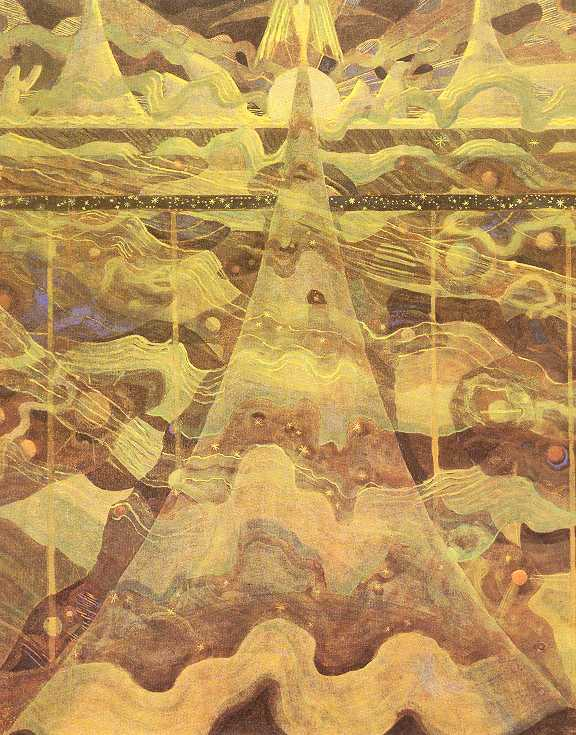
Allegro
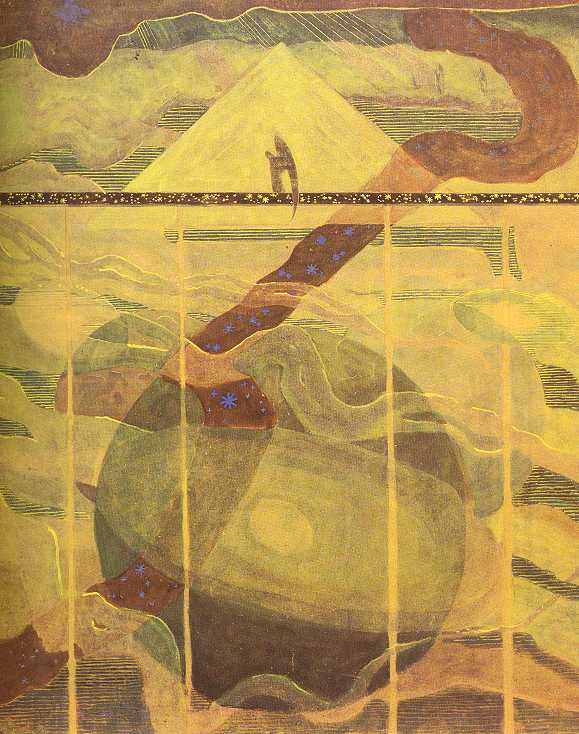
Andante

## Galleria d'immagini

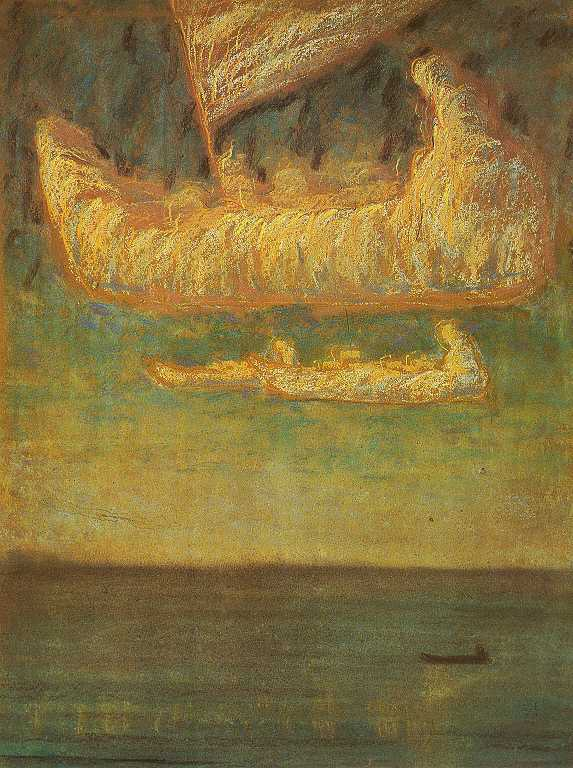
Cloud Boat
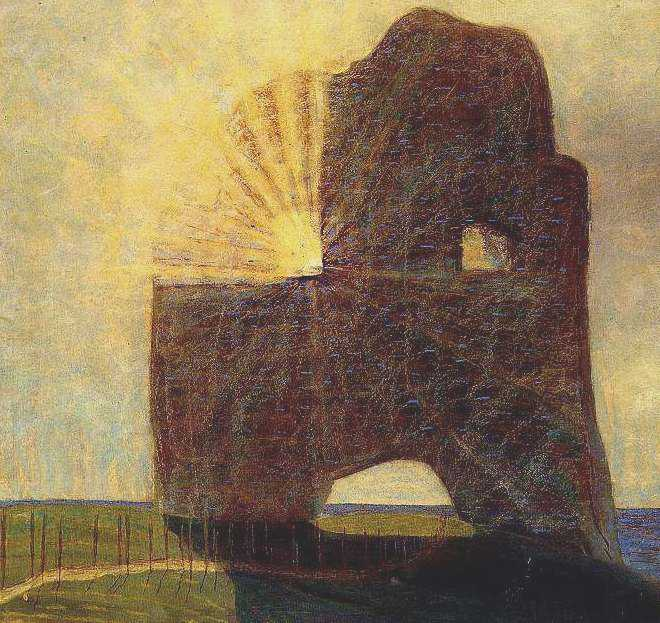
The Past
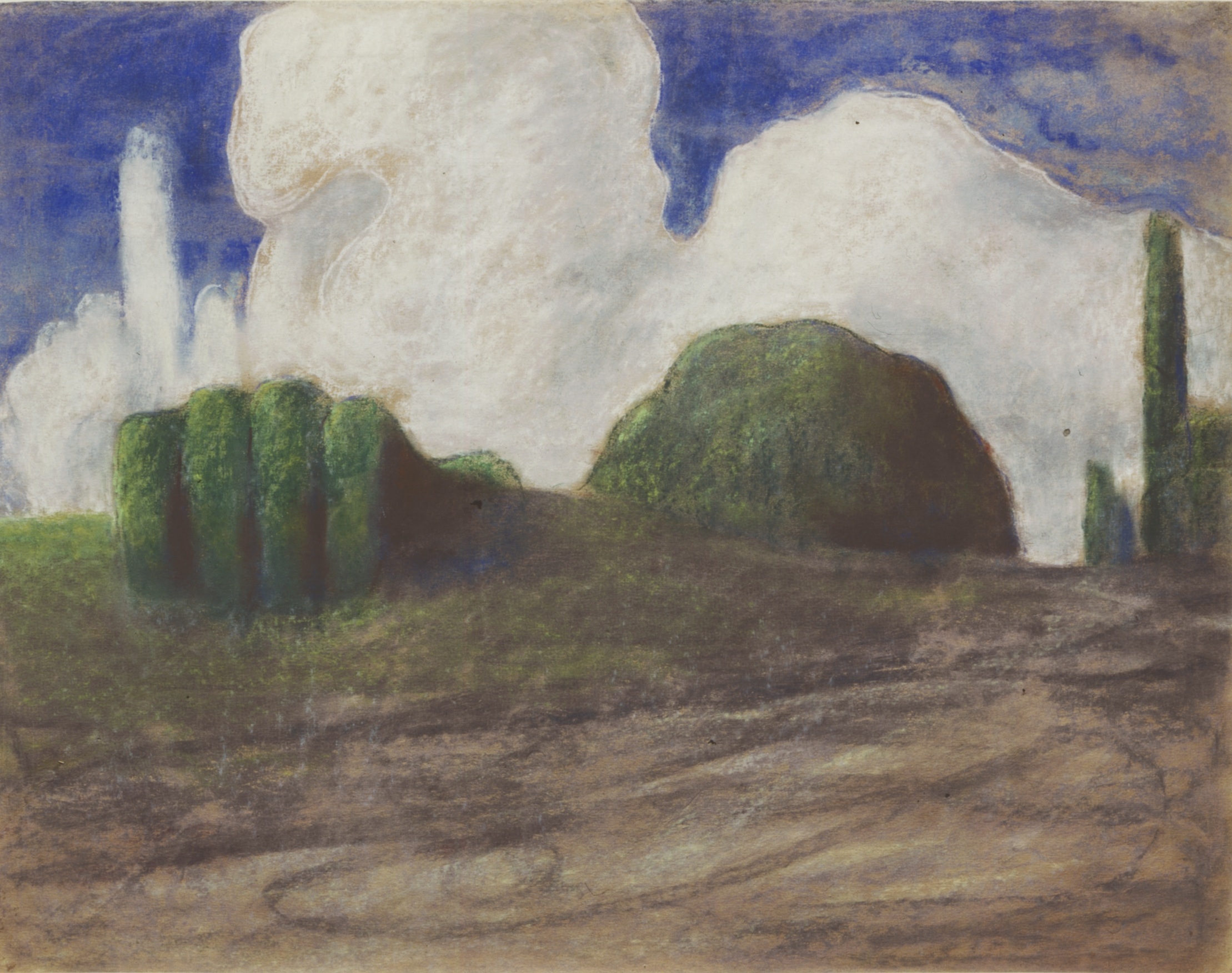
Day (1904)
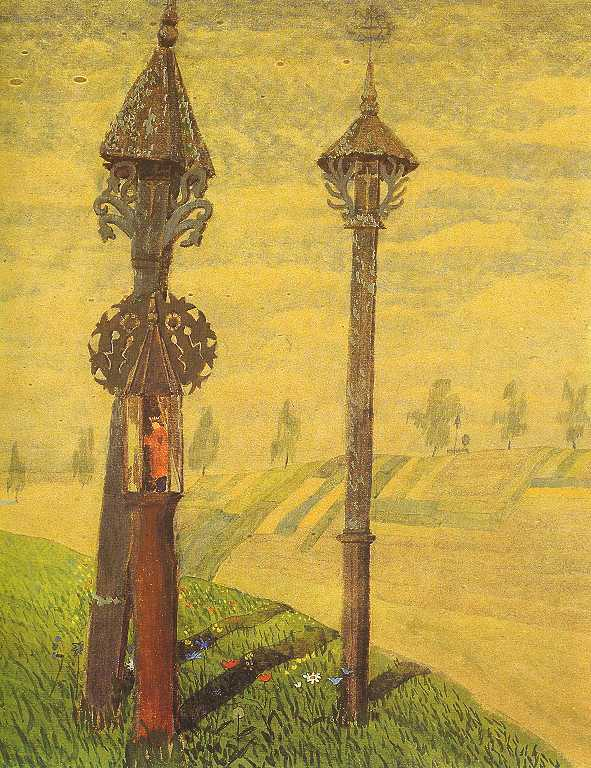
Crosses in Žemaitija
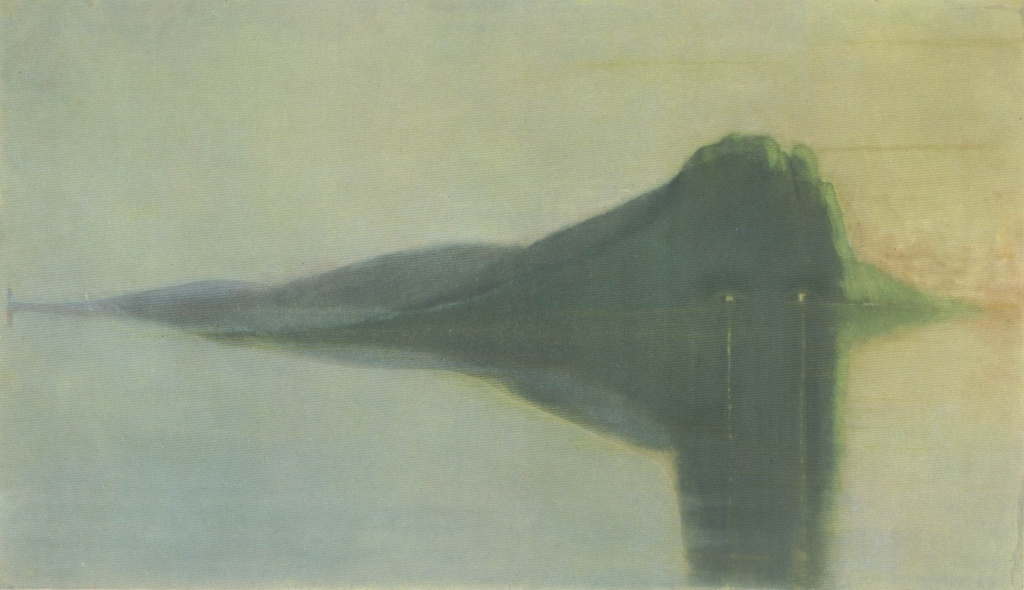
Tranquility (1904-1905)
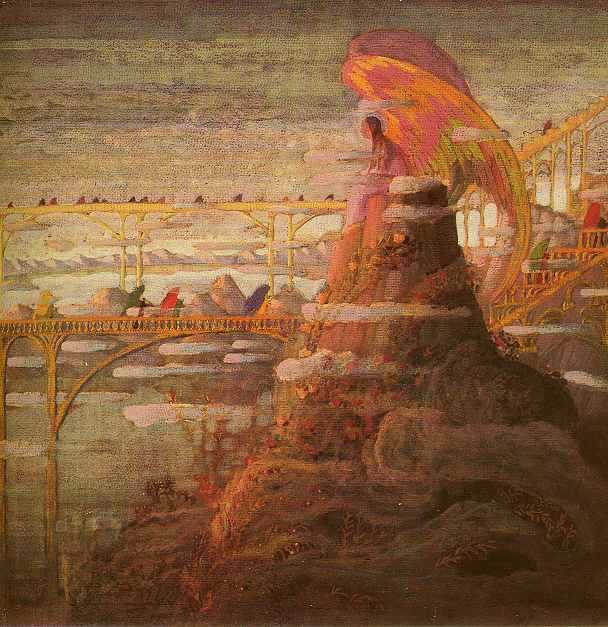
Preludes and Fugues. Angel. Prelude